# Premio Pulitzer 1955
Quella del 1955 fu la trentanovesima assegnazione dei Premi Pulitzer e vide il conferimento di quattordici premi su altrettante categorie, otto relative al mondo del giornalismo e sei relative al mondo della letteratura, della drammaturgia e della musica.
In quest'edizione, la giuria fu composta da 14 membri, tra cui il presidente della Columbia University, Grayson Kirk, e fu presieduta da Joseph Pulitzer, redattore del St. Louis Post-Dispatch nonché omonimo figlio del fondatore dei premi Pulitzer, Joseph Pulitzer.

## Giornalismo
- Pubblico servizio:

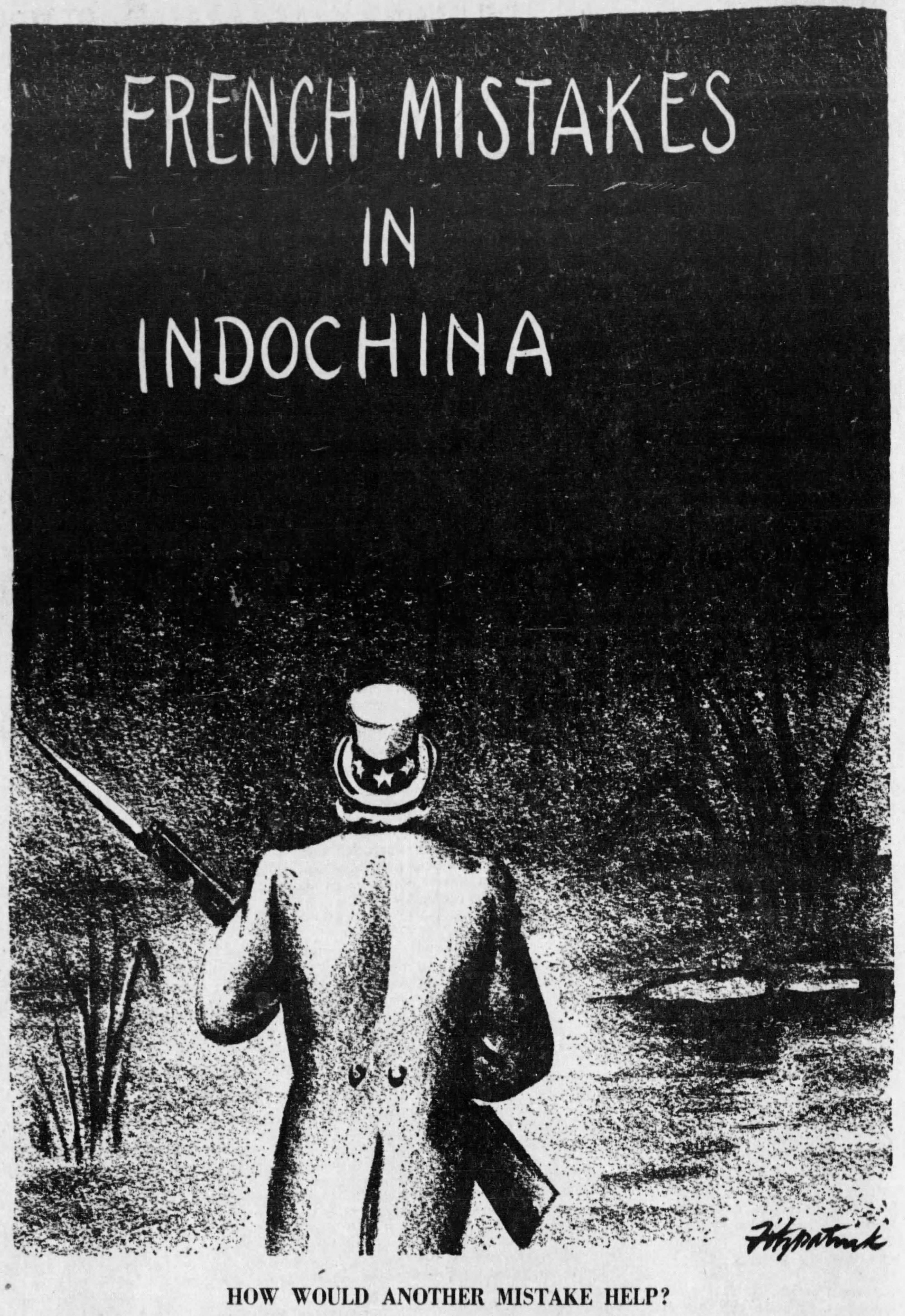
How Would Another Mistake Help?, vincitrice del premio per la miglior vignetta editoriale

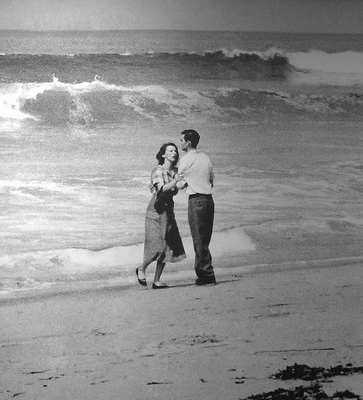
Tragedy by the Sea, la fotografia vincitrice del Premio Pulitzer del 1955

  - Columbus Ledger e Sunday Ledger-Enquirer, per il coraggioso attacco editoriale alla corruzione diffusa nella vicina città di Phenix City, in Alabama, e la completa copertura giornalistica delle notizie ad essa inerenti, che si sono rivelati fondamentali nel distruggere un governo cittadino corrotto e infestato dalla malavita.
- Giornalismo locale di ultim'ora:
  - Caro Brown, dell'Alice Daily Echo, per una serie di servizi di cronaca in attacco alla forma di governo che aveva preso piede nella vicina contea di Duval, in Texas, scritta sotto un'insolita pressione dovuta sia al periodo di pubblicazione, che alle difficili e persino pericolose circostanze locali.
- Giornalismo locale investigativo:
  - Roland Kenneth Towery, un veterano trentaduenne della seconda guerra mondiale, nonché ex prigioniero dei giapponesi, in forza al Cuero Record, per la serie di articoli esclusivi che ha denunciato a uno scandalo nell'amministrazione del Veterans' Land Program in Texas, stimolando l'azione statale a rettificare le condizioni di tale programma fondiario.
- Giornalismo nazionale:
  - Anthony Lewis, del Washington Daily News, per la pubblicazione di una serie di articoli direttamente responsabili del proscioglimento di Abraham Chasanow, un dipendente del Dipartimento della Marina degli Stati Uniti d'America, e del suo reintegro al proprio posto di lavoro, da cui era stato licenziato poiché ritenuto un pericolo per la sicurezza.
- Giornalismo internazionale:
  - Harrison E. Salisbury, del The New York Times, per la sua serie di articoli intitolata Russia Re-Viewed, basata sui suoi sei anni come corrispondente del Times in Russia, che ha fornito ai lettori un prezioso contributo per comprendere quello che sta accadendo in Russia, grazie a un'ampia serie di argomenti trattati e di fotografie, nonché alla profonda cultura del giornalista.
- Editoriale:
  - Royce Howes, del Detroit Free Press, per l'editoriale An Instance of Costly Cause and Effect Which Detroiters Should Weigh Soberly, in cui egli analizza in modo imparziale e chiaro le responsabilità sia dei lavoratori che della dirigenza per lo sciopero non autorizzato di un sindacato locale che, nel luglio 1954, ha portato a incrociare le braccia ben 45 000 lavoratori della Chrysler Corporation.[3]
- Vignetta editoriale:
  - Daniel R. Fitzpatrick, del St. Louis Post-Dispatch, per la vignetta intitolata How Would Another Mistake Help?, raffigurante lo Zio Sam che, con una baionetta in mano, riflette se addentrarsi o meno in una buia palude la scritta "French Mistakes in Indocina"
- Fotografia:
  - John L. Gaunt, del Los Angeles Times, per il commovente scatto intitolato Tragedy by the Sea, ritraente una giovane coppia di fronte al mare in tempesta in cui, solo pochi minuti prima, era affogato il figlio.

## Letteratura, drammaturgia e musica
- Narrativa:
  - A Fable, di William Faulkner (Random).
- Drammaturgia:
  - Cat on a Hot Tin Roof, di Tennessee Williams (New Directions).
- Storia:
  - Great River: The Rio Grande in North American History, di Paul Horgan (Rinehart).
- Biografie o Autobiografie:
  - The Taft Story, di William S. White (Harper).
- Poesia:
  - Collected Poems, di Wallace Stevens (Knopf).
- Musica:
  - The Saint of Bleecker Street, di Gian Carlo Menotti (G. Schirmer), un'opera portata in scena per la prima volta al Broadway Theatre di New York il 27 dicembre 1954.